# 最低最高999/雑草の花
「最低最高999/雑草の花」（さいていさいこう999/ざっそうのはな）は、STANCE PUNKSの2枚目のシングル。2003年6月11日発売。

## 概要
- フジテレビ系テレビドラマ『貫太ですッ!』主題歌。

## 収録曲&解説
1. 最低最高999
作詞・作曲：TSURU
2. 雑草の花
作詞・作曲：TSURU
3. ヘレン
作詞・作曲：川崎テツシ